# 7142 Спіноза
7142 Спіноза (7142 Spinoza) — астероїд головного поясу, відкритий 12 серпня 1994 року.
Тіссеранів параметр щодо Юпітера — 3,195.